# Mercadal (Baleares)
Mercadal o El Mercadal (oficialmente en catalán: es Mercadal) es una localidad y municipio español de la provincia y comunidad autónoma de las Islas Baleares, situado en la isla de Menorca y perteneciente al partido judicial de Ciudadela. En 2023 contaba con una población de 5939 habitantes.
Se encuentra en la falda de Monte Toro, la montaña más alta de la isla y un importante centro religioso, donde se encuentra el Santuario de la Virgen del Toro, patrona de Menorca.
Está situado a 21 km de la capital Mahón y a unos 10 de Fornells. Su término municipal es el más septentrional de Menorca y de toda Baleares, e incluye el islote de Sanitja.

## Toponimia
El nombre proviene del latín ipso mercatale, y esto viene de mercatum, lugar o plaza donde se celebra el mercado. En la concesión de su celebración en 1301 aparece citado como Mercatallo.

## Historia
Mercadal, la actual capital municipal, se remonta al siglo XIII cuando tras la reconquista de la isla por Alfonso III de Aragón en 1287 un grupo de gerundenses se instaló al pie de la montaña de Toro edificando una parroquia en torno a la cual creció la villa que recibió del rey Jaime II de Mallorca en 1301, junto a Ciudadela y Mahón el privilegio de celebrar mercado los jueves. La parroquia estuvo inicialmente bajo la advocación del patrón de Gerona, San Narciso, hasta que en 1431 pasó a dedicarse a San Martín. El origen de Fornells se remonta al año 1625 en que comenzó la construcción del Castillo de San Antonio —derruido en 1782— a la entrada del puerto para la defensa de la isla del acoso de los piratas. Existió en el municipio un tercer núcleo, hoy desaparecido, en el valle de San Juan denominado Carbonell que llegó a tener 200 habitantes.

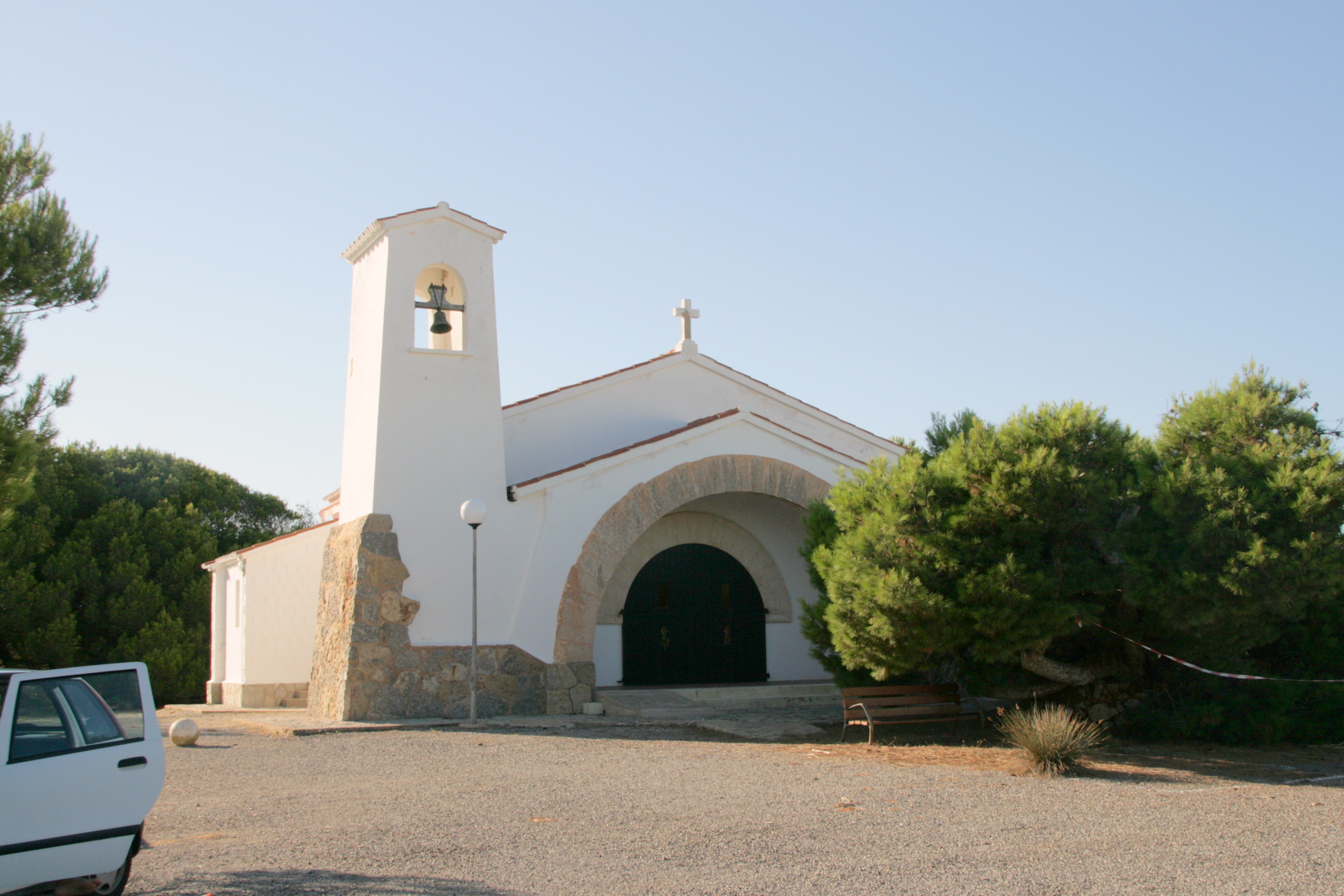
Capilla de Macaret

La demarcación territorial de Mercadal ha sufrido dos importantes modificaciones a lo largo de la historia. De la originaria Universidad del Mercadal, precedente del actual Ayuntamiento, instituida en 1439 por el gobernador Galceran de Requesens, se segregó en 1837 el municipio de Ferrerías y ya en el siglo XX, en 1989, hará lo propio San Cristóbal.

## Geografía
Mercadal, situado en el centro de la isla, limita al norte con el mar, al este con Mahón, al sur con Alayor y San Cristóbal y al oeste con Ferrerías. Hasta Mercadal se llega desde Mahón a través de la carretera Me-1.

### Geología
En el interior, prácticamente llano, destaca la más alta cima de Menorca, el Monte Toro, que se eleva 357 metros sobre el nivel del mar.

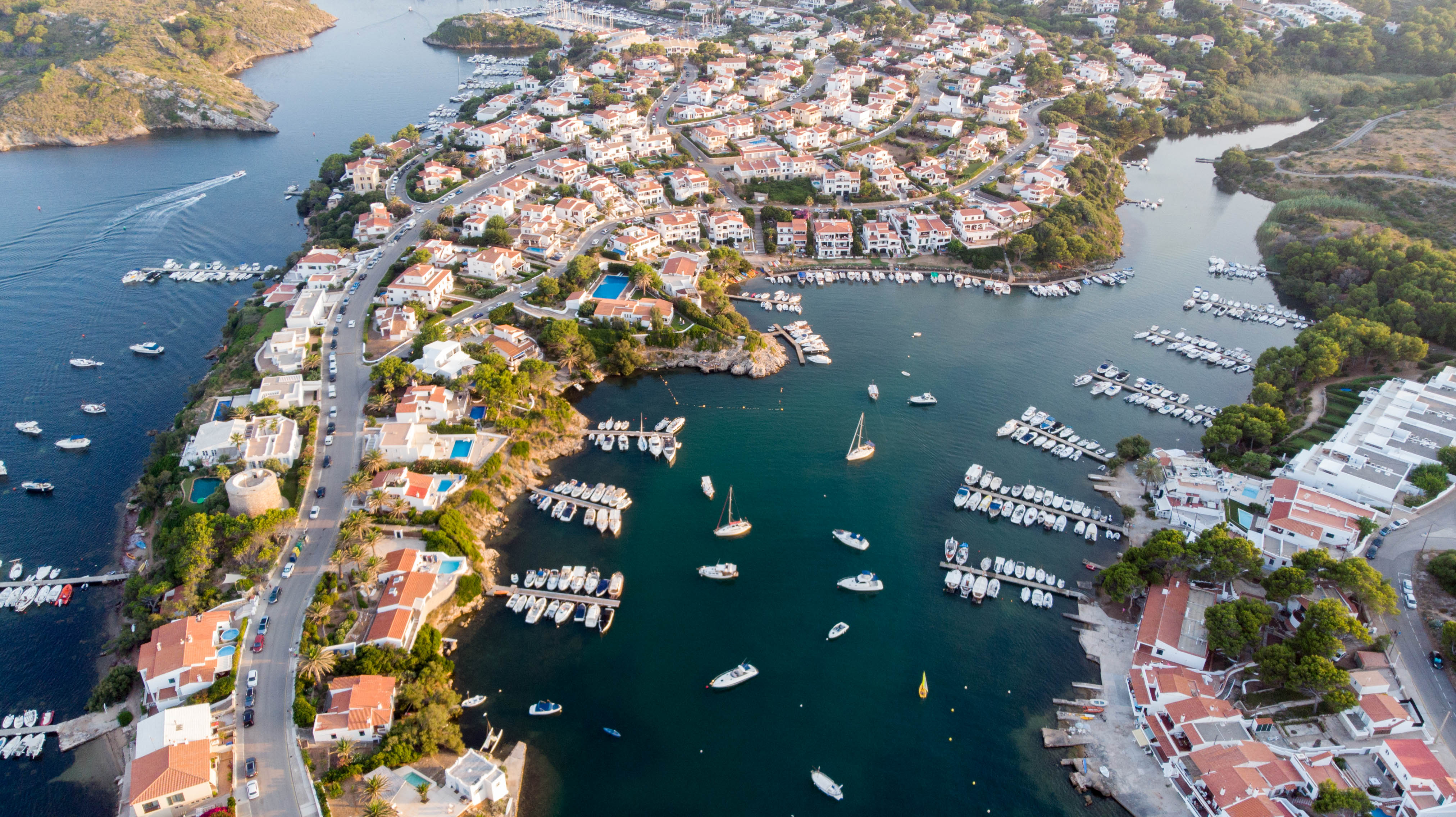
Puerto de Adaya

### Clima
El clima es, al igual que en el resto de las Baleares, mediterráneo con acusada estacionalidad. La temperatura media anual es de 17,1 °C con medias mínimas en enero, mes más frío, de 11,5 °C y medias máximas en agosto, el mes más caluroso, de 25,0 °C. Las mínimas en invierno pueden bajar de los 5 °C en muchas ocasiones por la noche y por la mañana, y las máximas en verano sobrepasar los 30 °C.

### Flora
En Mercadal se encuentran diversas especies endémicas: una de las tres poblaciones de Aetheorhiza bulbosa willkommii, vulnerable en Menorca, dos de las tres poblaciones menorquinas de Allium antoni-bolossii y varias especies protegidas por convenios internacionales (Convenio de Berna, Directiva Hábitats, Convenio de Washington) e incluidas en el Catálogo Balear de Especies Vegetales Amenazadas (CBEVA). 

### Fauna
De las 65 especies de aves que anidan en Menorca, se encuentran 59 en Mercadal, siendo tanto el litoral como la masa forestal de Toro de gran importancia para su preservación. De todos los mamíferos no voladores menorquines hay ejemplares en Mercadal.

### Espacios naturales
Existen en el municipio las siguientes Áreas Naturales de Especial Interés, de las cuales tan solo El Toro pertenece en su totalidad al Mercadal.
| ANEI  | Nombre                        | En Mercadal (ha) | Extensión total (ha) |
| Me-3  | De Alocs a Fornells           | 1497,27          | 2005,19              |
| Me-4  | Bahía de Fornells             | 1511,67          | 1515,46              |
| Me-5  | Bellavista                    | 141,4            | 141,5                |
| Me-6  | De Adaya a La Albufera        | 28,31            | 225,19               |
| Me-12 | Son Bou y Barranco de Sa Vall | 0,03             | 0,15                 |
| Me-17 | Santa Águeda-S'Enclusa        | 592,44           | 1327,45              |
| Me-18 | El Toro                       | 1578,36          | 1578,36              |
| Me-19 | Peña del Indio                | 12,85            | 165,44               |

A estas se añade un Área Rural de Interés Paisajístico que abarca 554,1 ha y 1568,95 ha de encinar también protegido. En total, el 54,95 % del término municipal está protegido y además, las aguas litorales, desde Cabo Gros a la Mola de Fornells, pertenecen a la Reserva Marina del Norte de Menorca.

## Demografía
Mercadal cuenta con una población de 6215 habitantes (INE 2024).
| Gráfica de evolución demográfica de Mercadal entre 1842 y 2021 |
| |
| Población de derecho según los censos de población del INE Población de hecho según los censos de población del INEEn estos censos se denominaba Mercadal: 1842, 1857, 1860, 1877, 1887, 1897, 1900, 1910, 1920, 1930, 1940, 1950, 1960, 1970, 1981 y 1991 Entre el censo de 1991 y el anterior, disminuye el término del municipio porque independiza a San Cristóbal |

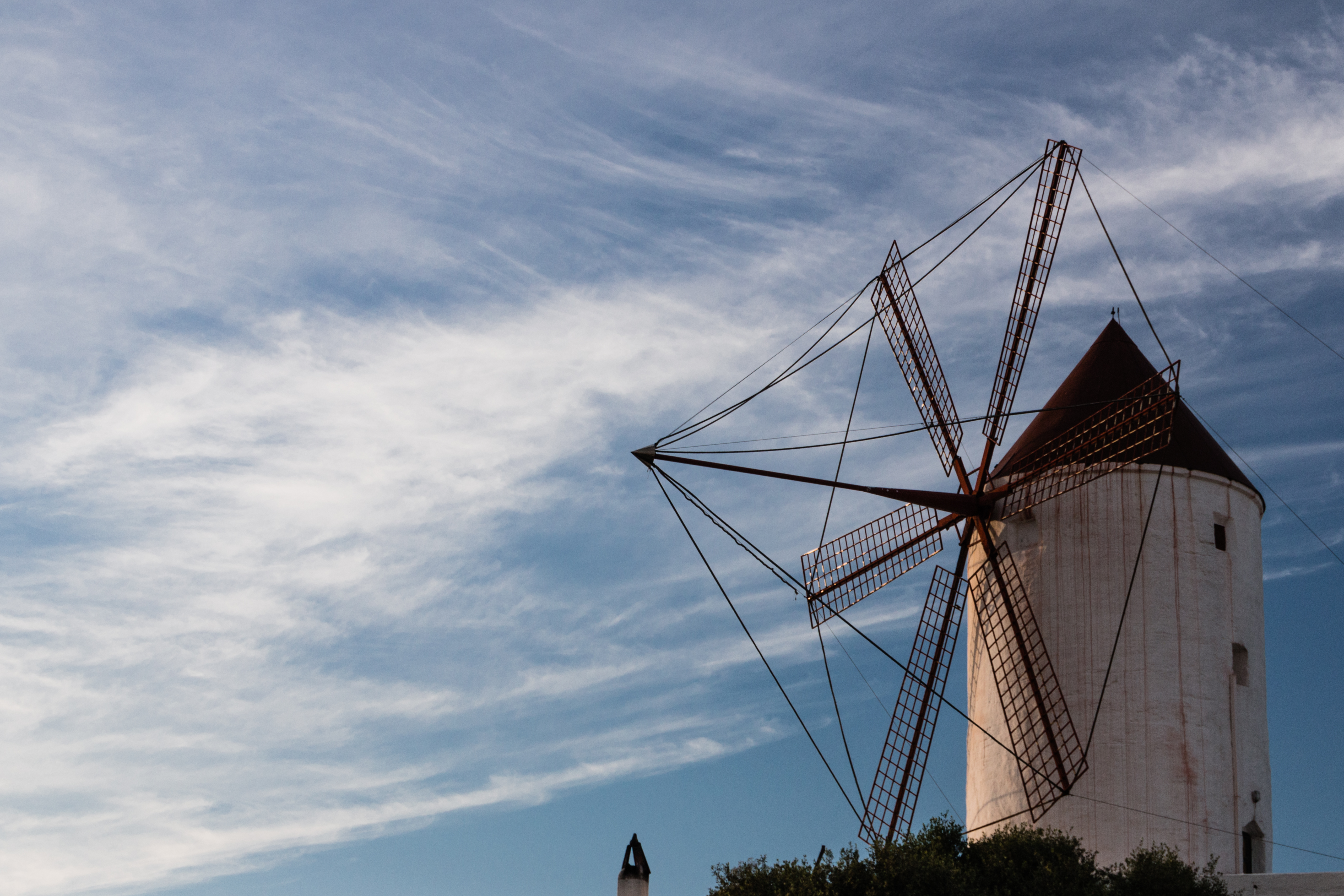
Típico molino balear

La mayoría de la población se concentra en el pueblo de Mercadal (2859 habitantes) y su actividad económica se centra en la agricultura y el turismo. Mercadal siempre ha sido un pueblo de interior, por lo que desde tiempos inmemoriales (como las pinturas y fotografías antiguas testimonian) su actividad agraria era plena. Existen además numerosos núcleos de población costeros de reciente historia y carácter eminentemente turístico: Arenal del Castillo (Arenal d'en Castell), Cuevas Nuevas, Macaret, Puerto de Adaya, Punta Gorda y La Roca. El resto vive diseminado por el término municipal. En época estival los núcleos acogen importantes cantidades de turistas homogeneizándose la distribución de la población.
En 1991 el 76,45 % de la población era balear, el 19,37 % procedía de otras provincias españolas y tan solo el 4,19 % era extranjera, aunque en el censo de 2001 el porcentaje de extranjeros alcanzaba ya el 11,2 %, la mitad de ellos originarios de Reino Unido. 
La tasa de analfabetismo entre los mayores de 16 años era en 2001 del 1,35 % y la de escolaridad del 83,96 %, del 100 % de 4 a 15 años. La mayoría de la población, el 89,27 %, tenía estudios, el 12,55 % de tercer ciclo.

### Población por núcleos

Extensión del término municipal de Mercadal

Desglose de población según el Padrón Continuo por Unidad Poblacional del INE.
| Núcleos                                   | Habitantes (2020) | Varones | Mujeres |
| ----------------------------------------- | ----------------- | ------- | ------- |
| Arenal del Castillo (Arenal d'en Castell) | 355               | 181     | 174     |
| Cuevas Nuevas (Coves Noves)               | 141               | 74      | 67      |
| Fornells                                  | 929               | 486     | 443     |
| Las Salinas (Ses Salines)                 | 75                | 37      | 38      |
| Macaret (Na Macaret)                      | 68                | 39      | 29      |
| Mercadal (Es Mercadal)                    | 3057              | 1524    | 1533    |
| Puerto de Adaya (Port d'Addaia)           | 305               | 162     | 143     |
| Son Parc                                  | 386               | 204     | 182     |

## Administración y política

### Gobierno municipal
El pleno del ayuntamiento está constituido por 13 concejales y está presidido por el alcalde Joan Manel Palliser Riudavets, de Entesa (4 concejales). El resto de concejalías las ocupan el PSOE (5) y el PP (4).
Alcaldes anteriores
- 1974-1982. Fermín Gomila Pons
- 1982-1999. Antonio Pons Fuxá (PP)
- 1999-2010. Ramón Orfila Pons (APMF)
- 2010-presente. Francesc Xavier Ametller Pons (PSOE)

| Partido político                                       | 2023  | 2023  | 2023       | 2019  | 2019  | 2019       | 2015  | 2015  | 2015       | 2011  | 2011  | 2011       | 2007  | 2007  | 2007       |
| Partido político                                       | %     | Votos | Concejales | %     | Votos | Concejales | %     | Votos | Concejales | %     | Votos | Concejales | %     | Votos | Concejales |
| Partit Socialista de les Illes Balears (PSIB-PSOE)     | 34,75 | 726   | 5          | 46,13 | 913   | 5          | 45,89 | 842   | 6          | 39,34 | 744   | 5          | 24,28 | 454   | 3          |
| Entesa                                                 | 33,46 | 699   | 4          | 33,65 | 666   | 4          | 27,79 | 510   | 4          | 20,31 | 384   | 3          | 31,02 | 580   | 4          |
| Partido Popular (PP)                                   | 30,15 | 630   | 4          | 18,69 | 370   | 2          | 23,81 | 437   | 3          | 30,51 | 577   | 4          | 20,27 | 379   | 2          |
| Unió Menorquina (UMe)                                  | —     | —     | —          | —     | —     | —          | —     | —     | —          | 7,30  | 138   | 1          | —     | —     | —          |
| Unió de Sa Costa Nord (UCN)                            | —     | —     | —          | —     | —     | —          | —     | —     | —          | —     | —     | —          | 14,97 | 280   | 1          |
| Gestió Social (GS)-Unió de Centristes de Menorca (UCM) | —     | —     | —          | —     | —     | —          | —     | —     | —          | —     | —     | —          | 7,65  | 143   | 1          |

#### Evolución de la deuda viva municipal
El concepto de deuda viva contempla sólo las deudas con cajas y bancos relativas a créditos financieros, valores de renta fija y préstamos o créditos transferidos a terceros, excluyéndose, por tanto, la deuda comercial. La deuda viva municipal por habitante en 2014 ascendía a 697,06 €.
| Gráfica de evolución de la deuda viva del Ayuntamiento entre 2008 y 2024                              |
| |
| Deuda viva del Ayuntamiento de Es Mercadal, en miles de euros, según datos del Ministerio de Hacienda |

## Economía
La economía del municipio ha estado tradicionalmente vinculada a la pesca, sector que a pesar de sufrir un importante retroceso aún supervive. El turismo es la principal actividad existiendo un polígono ubicado en Fornells que pretende diversificar la actividad económica hacia este núcleo de población.
La tasa de paro era del 13,14 % en 2001 y de la población activa el sector primario ocupaba al 6,47 %, la industria y artesanía al 9,05 %, la construcción al 16,96 % y los servicios al restante 67,52 %.
Sector primario
La mayor parte de los terrenos del municipio se dedican a la pesca, como buen pueblo marinero. En el Toro se explota la única cantera, de marés y grava, operativa del municipio.
Sector secundario
Las actividades industriales del municipio se centran en el polígono industrial y de servicios de Fornells, inaugurado en octubre de 2001, que dispone de 35 parcelas con un superficie total 72.310 m². De las 99 actividades industriales del municipio en 2001, 66 estaban relacionadas con la construcción.
Sector terciario
Es el principal motor económico del municipio, centrándose la actividad en Fornells, máximo mecenas del Mercadal. En 2001 había 23 establecimientos de hostelería con una oferta total que rondaba las 4100 camas.

## Cultura
En el ayuntamiento había registradas a principios del siglo XXI 41 asociaciones, 12 de ellas con sede en Fornells y dos en Las Salinas. Cuenta además el municipio con dos centros de educación no universitaria, escuela, biblioteca municipal, polideportivo y piscina.

### Monumentos y lugares de interés
- La gran cisterna de agua (aljub).
- Santuario de la Virgen de Monte Toro, patrona de la isla de Menorca.

Playas;

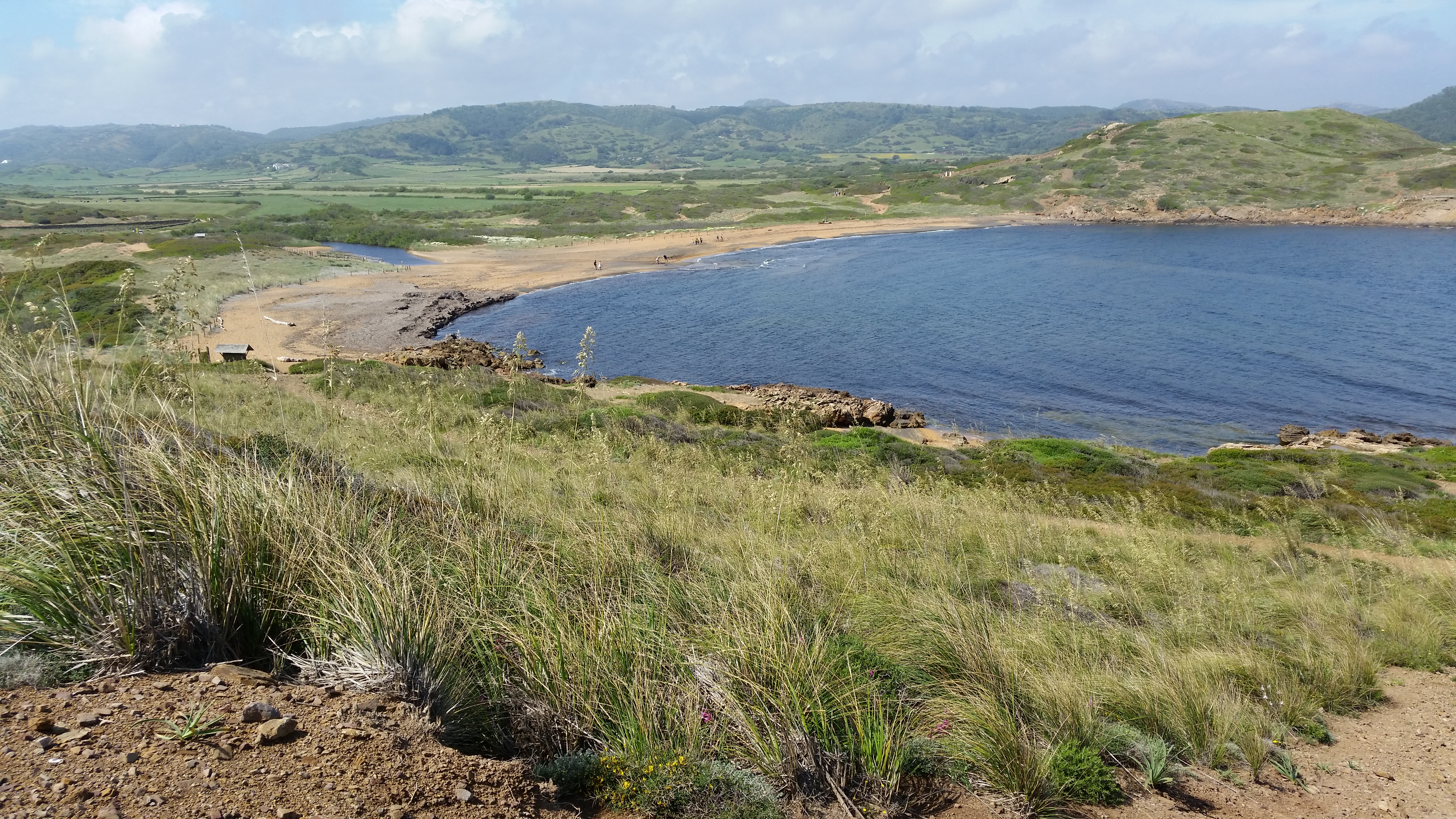
Playa de Binimel·là

Las playas de Macaret, Arenal del Castillo y Puerto de Adaya se encuentran vinculadas a los núcleos urbanos homónimos y cuentan con fáciles accesos y completa dotación de servicios. Las de Cavallería, Binimel·là y Pregonda disponen de acceso rodado por lo que al igual que las anteriores tiene elevadas tasas de ocupación. En el litoral además se encuentran varias playas vírgenes carentes de servicios y sólo accesibles a pie o por mar: Cala Pudent, Cala Tusqueta, Playas del Puerto de Fornells, Es Clot des Guix, Cala Viola de Poniente y de Levante, Sa Nitja, Cala Rotja, Cala Mica y Cala en Calderer.
Puertos y embarcaderos
- Puerto comercial y pesquero de Fornells (40°3′18″ N, 4°7′51″ E). Es de titularitad autonómica y posee 121 amarres con un calado entre uno y dos metros.
- Club Náutico de Fornells (40°2′19″ N, 4°7′28″ E). Situado en Las Salinas, dispone de 64 amarres con un calado entre medio y dos metros.
- Puerto deportivo de Adaya (Port d'Addaia) (40°0′22″ N, 4°11′55″ E). Dispone de 150 amarres.
- Fondeadero de Sanitja.

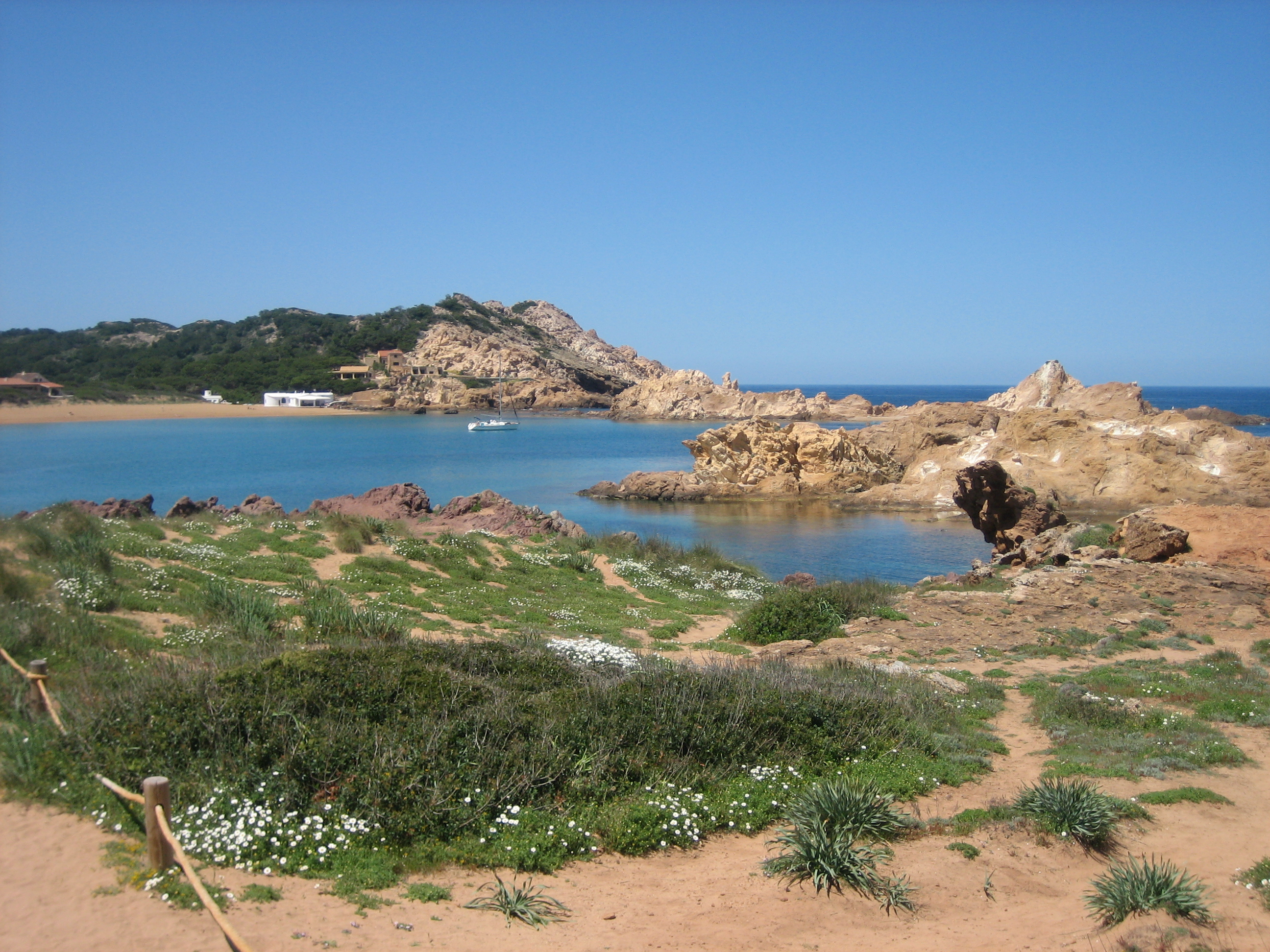
Playa de Pregonda

En las bahías de Fornells y Adaya llegan a fondear respectivamente 473 y 354 embarcaciones de menos de 10 metros de eslora y un centenar de yates, especialmente los días de mal tiempo. En Sanitja se han llegado a contabilizar 69 embarcaciones de menos de 10 metros de eslora. En muchos casos se fondea sobre las praderas de fanerógamas marinas (Posidonia oceánica) ignorando la prohibición de hacerlo en aguas pertenecientes a la Reserva Marina.

### Fiestas
- 8 de mayo. Nuestra Señora del Monte Toro, patrona de Menorca.
- 3.ª semana de julio. San Martín, fiestas patronales.
- 4.ª semana de julio. San Antonio, patrón de Fornells.